# Dragunovke
Dragunovke (ebanovke; lat. Ebenaceae), biljna porodica u redu Ericales (vrjesolike). Sastoji se od 3 zimzelena roda sa 751 vrstom od kojih čak 725 pripada rodu Diospyros, čiji je najpoznatiji predstavnik kaki (Diospyros kaki), dok ostale vrste pripadaju rodovima Euclea i Lissocarpa.
Dragunovke su drvenasto tropsko i suptropsko bilje porijeklom iz Azije. Najvažnijem rodu (draguni; Diospyros) pripada crno tvrdo teško drvo poznato kao ebanovina ili eban,. latinski nazvano Diospyros ebenum. Kaki je druga poznata vrsta, latinski se zove Diospyros kaki, a značajno je zbog zdravih i ljekoviotih plodova.
Rod Euclea također obuhvaća više vrsta tvrdog drveta sličnog ebanovini, a pripada joj 18 vrsta koje rastu u Africi, Komorima i poluotoku Arabija. Treći rod Lissocarpa raste po tropskoj Južnoj Americi. To su manje drveće i grmlje koje dijeli slične karakteristike s ostalim predstavnicima porodice dragunovki, crna boja kore i korijena.
Rodovi Cargillia, Maba, Royena i Tetraclis nemaju nijedne priznate vrste, i sinonimi su za Diospyros

## Rodovi
1. Familia Ebenaceae Gürke (821 spp.)
  1. Subfamilia Lissocarpoideae (Gilg) B. Walln.
    1. Lissocarpa Benth., Benth. & Hook. fil. (8 spp.)

  2. Subfamilia Ebenoideae Thorne & Reveal
    1. Diospyros L. (793 spp.)
    2. Euclea L. (20 spp.)

## Galerija
- Royena graeca, fosil
- Euclea natalensis
- Euclea undulata
- Diospyros ebenum, crna kora drveta
- šuma Diospyros ebenuma
- ebanovina
- Diospyros kaki
- Diospyros kaki, plod
- sjeme kakija